# 26e cérémonie des César
La 26e cérémonie des César du cinéma - dite aussi Nuit des César -  récompensant les films sortis en 2000, s'est déroulée le 24 février 2001 au théâtre des Champs-Élysées.
Elle fut présidée par Daniel Auteuil et retransmise sur Canal+.

## Présentateurs et intervenants

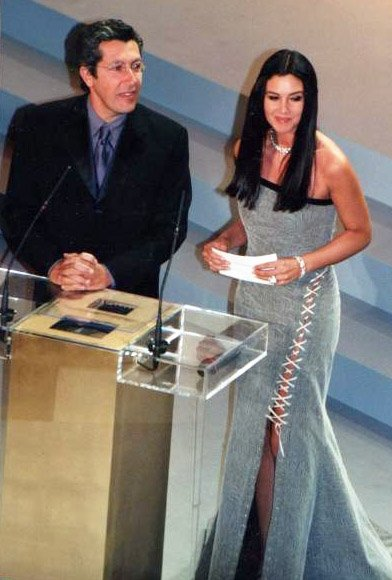
Alain Chabat et Monica Bellucci lors de la présentation de la cérémonie.

- Daniel Toscan du Plantier, président de l'Académie des arts et techniques du cinéma
- Daniel Auteuil, président de la cérémonie
- Édouard Baer, maître de cérémonie
- Patrice Chéreau, pour la remise du César d'honneur à Charlotte Rampling
- Jean-Claude Brialy, pour la remise du César d'honneur à Darry Cowl
- Mathieu Demy, pour la remise du César d'honneur à Agnès Varda
- Henri Salvador, pour la remise du César de la meilleure musique
- Roschdy Zem, Gad Elmaleh, pour la remise du César du meilleur espoir féminin
- Audrey Tautou, pour la remise du César du meilleur espoir masculin
- Eduardo Noriega, Dolores Chaplin
- Alain Chabat, Monica Bellucci

## Palmarès

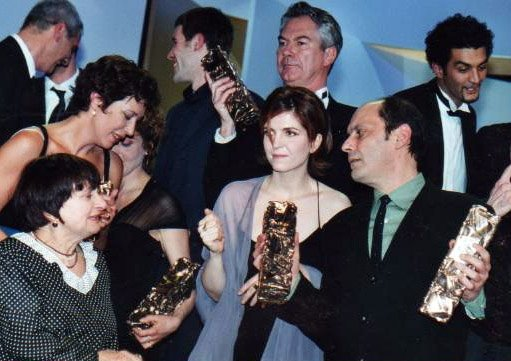
Différents lauréats et participants à la cérémonie. Au premier plan : Agnès Varda, en compagnie des lauréats du César du meilleur scénario original, Agnès Jaoui et Jean-Pierre Bacri.

### César du meilleur film
- Le Goût des autres d'Agnès Jaoui
  - Les Blessures assassines de Jean-Pierre Denis
  - Harry, un ami qui vous veut du bien de Dominik Moll
  - Saint-Cyr de Patricia Mazuy
  - Une affaire de goût de Bernard Rapp

### César du meilleur film étranger
- In the Mood for Love de Wong Kar-wai
  - Yi yi de Edward Yang
  - American Beauty de Sam Mendes
  - Billy Elliot de Stephen Daldry
  - Dancer in the Dark de Lars von Trier

### César du meilleur acteur
- Sergi López pour Harry, un ami qui vous veut du bien
  - Jean-Pierre Bacri pour Le Goût des autres
  - Charles Berling pour Les Destinées sentimentales
  - Bernard Giraudeau pour Une affaire de goût
  - Pascal Greggory pour La Confusion des genres

### César de la meilleure actrice
- Dominique Blanc pour Stand-by
  - Emmanuelle Béart pour Les Destinées sentimentales
  - Juliette Binoche pour La Veuve de Saint-Pierre
  - Isabelle Huppert pour Saint-Cyr
  - Muriel Robin pour Marie-Line

### César du meilleur acteur dans un second rôle
- Gérard Lanvin pour Le Goût des autres
  - Lambert Wilson pour Jet Set
  - Emir Kusturica pour La Veuve de Saint-Pierre
  - Alain Chabat pour Le Goût des autres
  - Jean-Pierre Kalfon pour Saint-Cyr

### César de la meilleure actrice dans un second rôle
- Anne Alvaro pour Le Goût des autres
  - Jeanne Balibar pour Ça ira mieux demain
  - Mathilde Seigner pour Harry, un ami qui vous veut du bien
  - Agnès Jaoui pour Le Goût des autres
  - Florence Thomassin pour Une affaire de goût

### César du meilleur espoir masculin
- Jalil Lespert pour Ressources humaines
  - Jean-Pierre Lorit pour Une affaire de goût
  - Boris Terral pour Le Roi danse
  - Cyrille Thouvenin pour La Confusion des genres
  - Malik Zidi pour Gouttes d'eau sur pierres brûlantes

### César du meilleur espoir féminin
- Sylvie Testud pour Les Blessures assassines
  - Bérénice Bejo pour Meilleur Espoir féminin
  - Sophie Guillemin pour Harry, un ami qui vous veut du bien
  - Isild Le Besco pour Sade
  - Julie-Marie Parmentier pour Les Blessures assassines

### César de la meilleure réalisation
- Dominik Moll pour Harry, un ami qui vous veut du bien
  - Agnès Jaoui pour Le Goût des autres
  - Jean-Pierre Denis pour Les Blessures assassines
  - Mathieu Kassovitz pour Les Rivières Pourpres
  - Patricia Mazuy pour Saint-Cyr

### César de la meilleure première œuvre
- Laurent Cantet pour Ressources humaines
  - Nationale 7 de Jean-Pierre Sinapi
  - Scènes de crimes de Frédéric Schoendoerffer
  - La Squale de Fabrice Genestal
  - Stand-by de Roch Stephanik

### César du meilleur scénario original ou adaptation
- Agnès Jaoui, Jean-Pierre Bacri pour Le Goût des autres
  - Laurent Cantet et Gilles Marchand pour Ressources humaines
  - Gilles Marchand et Dominik Moll pour Harry, un ami qui vous veut du bien
  - Patricia Mazuy et Yves Thomas pour Saint-Cyr
  - Bernard Rapp et Gilles Taurand pour Une affaire de goût

### César de la meilleure musique originale
- Tomatito, Cheikh Ahmad al-Tûni, La Caita, Tony Gatlif pour Vengo
  - John Cale pour Saint-Cyr
  - Bruno Coulais pour Les Rivières pourpres
  - David Sinclair Whitaker pour Harry, un ami qui vous veut du bien

### César de la meilleure photographie
- Agnès Godard pour Beau Travail
  - Éric Gautier pour Les Destinées sentimentales
  - Thierry Arbogast pour Les Rivières pourpres

### César des meilleurs costumes
- Édith Vesperini, Jean-Daniel Vuillermoz pour Saint-Cyr
  - Olivier Bériot pour Le Roi danse
  - Yvonne Sassinot de Nesle pour Vatel

### César du meilleur décor
- Jean Rabasse pour Vatel
  - Thierry François pour Saint-Cyr
  - Katia Wyszkop pour Les Destinées sentimentales

### César du meilleur son
- Gérard Hardy, François Maurel, Gérard Lamps pour Harry, un ami qui vous veut du bien
  - Dominique Dalmasso, Henri Morelle pour Le Roi danse
  - Cyril Holtz, Vincent Tulli pour Les Rivières pourpres

### César du meilleur montage
- Yannick Kergoat pour Harry, un ami qui vous veut du bien
  - Hervé de Luze pour Le Goût des autres
  - Marilyne Monthieux pour Les Rivières pourpres

### César du meilleur court-métrage
- Ex æquo : Salam de Souad El-Bouhati et Un petit air de fête d'Éric Guirado
  - Au bout du monde de Konstantin Bronzit
  - Le Puits de Jérôme Boulbès

### César d'honneur
- Darry Cowl, Charlotte Rampling, Agnès Varda

## Anecdote
- Le générique de l'émission a été réalisé par le plasticien français Bernard Pras sur la demande du réalisateur Arnaud Vincenti[1].